# Porcellio djahizi
Porcellio djahizi is een pissebeddensoort uit de familie van de Porcellionidae. De wetenschappelijke naam van de soort is voor het eerst geldig gepubliceerd in 2001 door Medini & Charfi-Cheikhrouha.